# David Grossman
David Grossman (hebraisk: דויד גרוסמן, født 25. januar 1954 i Jerusalem) er en israelsk roman- og essayforfatter. Han har modtaget en lang række priser, herunder Man Booker-prisen i 2017 for romanen En hest kommer ind på en bar.
Udover sit forfatterskab er Grossman også kendt som fredsaktivist og kritiker af den højreorienterede regering i sit hjemland samt de israelske besættelser.